# Grábrók
Grábrók är en vulkankrater i republiken Island.  Den ligger i regionen Västlandet, 70 km norr om huvudstaden Reykjavík. Toppen på Grábrók är 170 meter över havet.
Vid Grábróks södvästra sida ligger byn Bifröst, där Bifröstuniversitetet ligger. Trakten runt Grábrók består i huvudsak av gräsmarker.